# Tim Howard
Tim Howard (North Brunswick, 6 maart 1979) is een Amerikaans professioneel voetbaldoelman. Hij kwam tussen 1998 en 2019 achtereenvolgens uit voor NY/NJ MetroStars, Manchester United, Everton en Colorado Rapids. In maart 2020 kondigde de keeper zijn rentree aan in het betaalde voetbal, hij tekende bij Memphis 901 FC. In maart 2002 debuteerde hij in het Amerikaans voetbalelftal, waarvoor hij meer dan honderdtwintig interlands speelde.
Howard werd in zowel 2008 als 2014 uitgeroepen tot Amerikaans voetballer van het jaar.

## Clubcarrière
In 1998 maakte Howard zijn debuut in het betaald voetbal in het shirt van NY/NJ MetroStars, waar hij zes seizoenen verbleef. Hij werd er op zijn 22ste als jongste doelman ooit verkozen tot 'keeper van het jaar' in de Major League Soccer. Manchester United haalde hem in 2003 tegen een vergoeding van 3,2 miljoen euro naar Europa, als opvolger van de naar Frankrijk teruggekeerde Fabien Barthez. Na 45 competitiewedstrijden voor Manchester verhuisde Howard voor aanvang van het seizoen 2006/07 op huurbasis naar Everton. De club uit Liverpool maakte in februari 2007 gebruik van de koopclausule in de huurdeal en Howard verruilde  Manchester United op permanente basis voor Everton. Met die club stond hij op 30 mei 2009 in de finale van de strijd om de FA Cup. Daarin verloor de ploeg van trainer-coach David Moyes met 2-1 van Chelsea door goals van Didier Drogba en Frank Lampard. Op 20 maart 2016 maakte Howard bekend dat hij Everton zou verlaten en zou terugkeren naar de Major League Soccer. Hij ging spelen voor Colorado Rapids. Tevens was Howard zijn basisplaats kwijtgeraakt aan Joel Robles. Op 22 januari 2019 kondigde de doelman via Twitter het einde van zijn carrière aan. Hij maakte kenbaar aan het eind van het MLS seizoen 2019 afscheid te nemen van het profvoetbal. Op 6 oktober 2019 keepte hij zijn laatste wedstrijd voor Colorado Rapids, een nederlaag. Op bezoek bij Los Angeles FC werd met 3-1 verloren.
Na het beëindigen van zijn spelerscarrière ging Howard aan de slag als sportief directeur bij Memphis 901 FC, de club waar hij eerder al aandeelhouder van was geworden. Op 4 maart 2020 kondigde de Amerikaan verrassend zijn rentree als profvoetballer aan. Hij tekende een contract tot 30 november 2020 bij Memphis 901 FC, waar Howard vanaf dat moment de rol van doelman, sportief directeur en mede-eigenaar ging vervullen.

## Interlandcarrière
Howard debuteerde op 19 maart 2002 tegen Ecuador in het Amerikaanse nationale team. Vervolgens was hij tweede doelman achter Kasey Keller op het WK 2006 en speelde hij voor de Amerikanen op onder meer het toernooi voor de gewonnen CONCACAF Gold Cup 2007, de FIFA Confederations Cup 2009, het WK 2010 en het WK 2014. Op dit WK brak hij een record door 16 saves te maken in de achtste finale tegen België. Niettemin verloren de VS de wedstrijd met 2-1 en waren ze dus uitgeschakeld. In augustus 2014 maakte Howard bekend dat hij minstens tot en met september 2015 niet zou spelen voor de nationale ploeg.

## Cluboverzicht
| Seizoen | Club              | Land                      | Competitie          | Wedstrijden | Doelpunten |
| ------- | ----------------- | ------------------------- | ------------------- | ----------- | ---------- |
| 1998    | NY/NJ MetroStars  | Vlag van Verenigde Staten | Major League Soccer | 1           | 0          |
| 1999    | NY/NJ MetroStars  | Vlag van Verenigde Staten | Major League Soccer | 9           | 0          |
| 2000    | NY/NJ MetroStars  | Vlag van Verenigde Staten | Major League Soccer | 9           | 0          |
| 2001    | NY/NJ MetroStars  | Vlag van Verenigde Staten | Major League Soccer | 26          | 0          |
| 2002    | NY/NJ MetroStars  | Vlag van Verenigde Staten | Major League Soccer | 27          | 0          |
| 2003    | NY/NJ MetroStars  | Vlag van Verenigde Staten | Major League Soccer | 13          | 0          |
| 2003/04 | Manchester United | Vlag van Engeland         | Premier League      | 32          | 0          |
| 2004/05 | Manchester United | Vlag van Engeland         | Premier League      | 12          | 0          |
| 2005/06 | Manchester United | Vlag van Engeland         | Premier League      | 1           | 0          |
| 2006/07 | Everton           | Vlag van Engeland         | Premier League      | 36          | 0          |
| 2007/08 | Everton           | Vlag van Engeland         | Premier League      | 36          | 0          |
| 2008/09 | Everton           | Vlag van Engeland         | Premier League      | 38          | 0          |
| 2009/10 | Everton           | Vlag van Engeland         | Premier League      | 38          | 0          |
| 2010/11 | Everton           | Vlag van Engeland         | Premier League      | 38          | 0          |
| 2011/12 | Everton           | Vlag van Engeland         | Premier League      | 38          | 1          |
| 2012/13 | Everton           | Vlag van Engeland         | Premier League      | 36          | 0          |
| 2013/14 | Everton           | Vlag van Engeland         | Premier League      | 37          | 0          |
| 2014/15 | Everton           | Vlag van Engeland         | Premier League      | 32          | 0          |
| 2015/16 | Everton           | Vlag van Engeland         | Premier League      | 25          | 0          |
| 2016    | Colorado Rapids   | Vlag van Verenigde Staten | Major League Soccer | 19          | 0          |
| 2017    | Colorado Rapids   | Vlag van Verenigde Staten | Major League Soccer | 25          | 0          |
| 2018    | Colorado Rapids   | Vlag van Verenigde Staten | Major League Soccer | 33          | 0          |
| 2019    | Colorado Rapids   | Vlag van Verenigde Staten | Major League Soccer | 23          | 0          |
| 2020    | Memphis 901 FC    | Vlag van Verenigde Staten | USL Championship    | 0           | 0          |
| Totaal  | Totaal            | Totaal                    | Totaal              | 594         | 1          |

## Erelijst
| Competitie          |                   |                   |                   |                   |
| Competitie          | Aantal            | Jaren             |                   |                   |
| Manchester United   | Manchester United | Manchester United | Manchester United | Manchester United |
| ------------------- | ----------------- | ----------------- | ----------------- | ----------------- |
| FA Cup              | 1x                | 2003/04           |                   |                   |
| League Cup          | 1x                | 2005/06           |                   |                   |
| FA Community Shield | 1x                | 2003              |                   |                   |
| Verenigde Staten    |                   |                   |                   |                   |
| CONCACAF Gold Cup   | 1x                | 2007              |                   |                   |

## Trivia
- Voordat Howard naar Manchester United ging, was hij op proef bij Feyenoord, maar de club uit Rotterdam bood hem geen contract aan.[7][8]
- In het seizoen 2011/12 maakte Howard een doelpunt door bij de thuiswedstrijd tegen Bolton Wanderers een terugspeelbal in één keer in de goal van de tegenstander te schieten.
- Howard lijdt aan het syndroom van Gilles de la Tourette en obsessieve-compulsieve stoornis.
- Sinds 2018 is Howard via een consortium mede-eigenaar van de Amerikaanse voetbalclub Memphis 901 FC en Engelse voetbalclub Dagenham & Redbridge FC.[9]

## Persoonlijk leven
Howard was getrouwd en is in 2010 gescheiden. Hij heeft twee kinderen.
Hij huwde in het Italiaanse Firenze op 27 juni 2015 zijn tweede echtgenote.